# Волочаевка (Крым)
Волоча́евка  (до 1948 года Смаи́л-Бай; укр. Волочаївка, крымскотат. Smail Bay, Смаил Бай) — село в Раздольненском районе Республики Крым, входит в состав Ковыльновского сельского поселения (согласно административно-территориальному делению Украины — Ковыльновского сельского совета Автономной Республики Крым)

## Население
| 2001 | 2014 |
| ---- | ---- |
| 409  | ↘279 |

Всеукраинская перепись 2001 года показала следующее распределение по носителям языка
| Язык             | Процент |
| ---------------- | ------- |
| русский          | 62.84   |
| крымскотатарский | 30.07   |
| украинский       | 6.85    |
| другие           | 0.24    |

### Динамика численности
| - 1892 год — 60 чел. - 1900 год — 71 чел. - 1905 год — 53 чел. - 1915 год — 116 чел. - 1926 год — 143 чел. | - 1939 год — 246 чел. - 1989 год — 384 чел. - 2001 год — 409 чел. - 2009 год — 401 чел. - 2014 год — 279 чел. |

## Современное состояние
На 2016 год в Волочаевке числится 9 улиц; на 2009 год, по данным сельсовета, село занимало площадь 56,3 гектара, на которой в 127 дворах проживал 401 человек. В селе действуют сельский клуб, православный храм иконы Божией Матери «Умягчение злых сердец», на 2009 год действовал фельдшерско-акушерский пункт. Волочаевка связана автобусным сообщением с райцентром и соседними населёнными пунктами.

## География
Волочаевка — село в центре района, в степном Крыму, высота центра села над уровнем моря — 72 м. Ближайшие населённые пункты — Ковыльное в 3,7 км на восток и Молочное в 3,5 км на север. Расстояние до райцентра около 12 километров (по шоссе), ближайшая железнодорожная станция — Красноперекопск (на линии Джанкой — Армянск) — примерно 53 километрf. Транспортное сообщение осуществляется по региональной автодороге 35Н-425 Молочное — Ковыльное (по украинской классификации — С-0-11105).

## История
Видимо, татарская деревня Абай-Смаил была покинута жителями, эмигрировавшими в Османскую империю перед присоединением Крыма к России, поскольку ни в Камеральном Описании Крыма… 1784 года, ни в последующих ревизиях она не числится. Но на военно-топографических картах 1817, 1842 и 1865—1876 годов деревня Абай-Смаил обозначена то пустующей, то как развалины.
Возрождено поселение было крымскими немцами лютеранами в 1880 году, арендовавшими за 1/10 часть урожая («десятинное село») 1000 десятин земли. Согласно «…Памятной книжке Таврической губернии на 1892 год», в посёлке Абай (или Смаил), Биюк-Асской волости Евпаторийского уезда, входившем в Аипский участок, было 60 жителей в 6 домохозяйствах.
Земская реформа 1890-х годов в Евпаторийском уезде прошла после 1892 года, в результате Абай-Смаил приписали к Коджанбакской волости. По «…Памятной книжке Таврической губернии на 1900 год» в деревне числился 71 житель в 5 дворах, в 1905 — 53 человека. На 1914 год в селении действовала лютеранская школа грамотности. По Статистическому справочнику Таврической губернии. Ч.II-я. Статистический очерк, выпуск пятый Евпаторийский уезд, 1915 год, в деревне Абай-Смаил Коджамбакской волости Евпаторийского уезда числилось 11 дворов (все дворы с землёй) с немецким населением в количестве 88 человек приписных жителей и 28 — «посторонних», из которых 65 мужчин и 51 женщина. Жители владели 1699 десятинами удобной земли. В хозяйствах имелось 140 лошадей, 30 волов, 53 коровы и 357 голов мелкого скота. Согласно списку 1915 года «…русских подданных из австрийских, венгерских или германских выходцев» землевладельцев, опубликованном в газете «Таврические губернские ведомости» в апреле 1915 года, при деревнях Абай-Смаил и Ички-Монай значились братья Галлер, владевшие: Фердинанд Готлибович — 617 десятинами и Вильгельм Готлибович — 204 дес.; братья Кельм: Вильгельм Христофорович, имевший 102 дес. и Якуб Христофорович — 154 дес.. Семья Янц: Готлиб Готфридович — 102 дес., Фердинанд Готфридович — 195 дес. и, видимо, его сын, Иоганес Фердинандович — 40 дес.. Кроме того записаны Вирх Фридрих Иоганнович, влалевший 102 дес., Кремер Егор Иоганович — 40 дес. и Фридрих Готфрид Вильгельмович — 144 дес..
После установления в Крыму Советской власти, по постановлению Крымревкома от 8 января 1921 года № 206 «Об изменении административных границ» была упразднена волостная система и в составе Евпаторийского уезда был образован Бакальский район, в который включили село, а в 1922 году уезды получили название округов. 11 октября 1923 года, согласно постановлению ВЦИК, в административное деление Крымской АССР были внесены изменения, в результате которых округа были отменены, Бакальский район упразднён и село вошло в состав Евпаторийского района. Согласно Списку населённых пунктов Крымской АССР по Всесоюзной переписи 17 декабря 1926 года, в селе Абай-Смаил, Бий-Орлюкского сельсовета Евпаторийского района, числилось 26 дворов, из них 23 крестьянских, население составляло 143 человека. В национальном отношении учтено: 137 немцев и 6 русских, действовала немецкая школа. Постановлением ВЦИК РСФСР от 30 октября 1930 года был создан Фрайдорфский еврейский национальный район (переименованный указом Президиума Верховного Совета РСФСР № 621/6 от 14 декабря 1944 года в Новосёловский) (по другим данным 15 сентября 1931 года) и село включили в его состав, а после создания в 1935 году Ак-Шеихского района (переименованного в 1944 году в Раздольненский) включили в состав нового. По данным всесоюзная перепись населения 1939 года в селе проживало 246 человек. Вскоре после начала Великой Отечественной войны, 18 августа 1941 года крымские немцы были выселены, сначала в Ставропольский край, а затем в Сибирь и северный Казахстан.
С 25 июня 1946 года Абай-Смаил в составе Крымской области РСФСР. Указом Президиума Верховного Совета РСФСР от 18 мая 1948 года, село, как Смаил-Бай (так оно было обозначено на последнем предвоенном документе — километровой карте Генштаба 1941 года), переименовали в Волочаевку. 26 апреля 1954 года Крымская область была передана из состава РСФСР в состав УССР. Время включения в Ковыльновский сельсовет пока не установлено: на 15 июня 1960 года село уже числилось в его составе.
Указом Президиума Верховного Совета УССР «Об укрупнении сельских районов Крымской области», от 30 декабря 1962 года Раздольненский район был упразднён и село присоединили к Черноморскому. 1 января 1965 года, указом Президиума ВС УССР «О внесении изменений в административное районирование УССР — по Крымской области», вновь включили в состав Раздольненского. По данным переписи 1989 года в селе проживало 384 человек. С 12 февраля 1991 года село в восстановленной Крымской АССР, 26 февраля 1992 года переименованной в Автономную Республику Крым. С 21 марта 2014 года в составе Крыма аннексирована Россией.